# Groupe Tordesillas
Le Groupe Tordesillas (en portugais Grupo Tordesilhas et en espagnol Grupo Tordesillas) est un réseau d'universités au Brésil, au Portugal et en Espagne, qui vise à promouvoir la collaboration scientifique et éducative entre les universités des trois pays dans les domaines de la science et de la technologie.
Le Groupe Tordesillas a été créé en juin 2000, lors de la première rencontre des recteurs à Tordesillas en commémoration des 500 ans de la découverte du Brésil. Le nom du groupe fait référence au traité de Tordesillas.

## Membres
Le groupe comprend actuellement 54 universités, dont 24 brésiliennes, 20 espagnoles et 10 portugaises :
 Brésil
- Université de Brasilia
- Université fédérale de Rio de Janeiro
- Université rurale fédérale de Rio de Janeiro
- Universidade Federal do Estado do Rio de Janeiro
- Université de São Paulo
- Université fédérale de Goiás
- Université fédérale du Minas Gerais
- Université de l'État de Paraíba
- Université fédérale du Paraná
- Université fédérale du Ceará
- Université fédérale du Pernambouc
- Université fédérale des sciences de la santé de Porto Alegre
- Université fédérale du Rio Grande
- Université fédérale du Rio Grande do Norte
- Université fédérale du Mato Grosso
- Université fédérale Fluminense
- Université fédérale de Lavras
- Université fédérale de São Carlos
- Université fédérale d'Uberlândia
- Université fédérale de Juiz de Fora
- Université presbytérienne Mackenzie
- Université fédérale de Grande Dourados
- Université des Vallées de Jequitinhonha et Mucuri
- Institut de technologie aéronautique

 Espagne
- Université Charles-III de Madrid
- Université de Barcelone
- Université de Salamanque
- Université de Valladolid
- Université de Valence
- Université de Séville
- Université de Grenade
- Université de Malaga
- Université de Cadix
- Université de Huelva
- Université de León
- Université de Castille-La Manche
- Université polytechnique de Madrid
- Université polytechnique de Valence
- Université de La Rioja
- Université d'Oviedo
- Université Jacques-Ier
- Université Miguel-Hernández
- Université de La Laguna
- Université de Las Palmas de Grande Canarie

 Portugal
- Université de Coimbra
- Université de Lisbonne
- Université nouvelle de Lisbonne
- Institut universitaire de Lisbonne
- Université de Porto
- Université d'Aveiro
- Université du Minho
- Université de l'Algarve
- Université de Beira Interior
- Université de Trás-os-Montes et Alto Douro